# 星河村
星河村（ほしかわむら）は埼玉県の北部、北埼玉郡に属していた村。

## 地理
- 河川：忍川

## 歴史
- 1889年（明治22年）4月1日 - 町村制施行により、斎条村、和田村、谷郷、白川戸村の一部が合併し北埼玉郡星河村が成立する。
- 1937年（昭和12年）4月1日 - 長野村、持田村とともに忍町へ編入する。
- 1949年（昭和24年）5月3日 - 忍町が市制施行し忍市となり、即日改称し行田市となる。